# Luge aux Jeux olympiques de 2006
Navigation
Salt Lake City 2002 Vancouver 2010
Les épreuves de luge aux Jeux olympiques de 2006 se sont tenues entre le 11 février et le 15 février 2006. [réf. souhaitée]

## Podiums
| Épreuves            | Or                                      | Argent                                      | Bronze                                           |
| ------------------- | --------------------------------------- | ------------------------------------------- | ------------------------------------------------ |
| Simple H 12 février | Armin Zöggeler                          | Albert Demtschenko                          | Martins Rubenis                                  |
| Double 15 février   | Autriche Andreas Linger Wolfgang Linger | Allemagne André Florschütz Torsten Wustlich | Italie Gerhard Plankensteiner Oswald Haselrieder |
| Simple F 14 février | Sylke Otto                              | Silke Kraushaar                             | Tatjana Hüfner                                   |

## Résultats

### Simple Hommes
| Place | Nation     | Athlète            | Temps total    |
| ----- | ---------- | ------------------ | -------------- |
| 1er   | Italie     | Armin Zöggeler     | 3 min 26 s 088 |
| 2e    | Russie     | Albert Demtschenko | 3 min 26 s 198 |
| 3e    | Lettonie   | Martins Rubenis    | 3 min 26 s 445 |
| 4e    | États-Unis | Tony Benshoof      | 3 min 26 s 598 |
| 5e    | Allemagne  | David Moeller      | 3 min 26 s 711 |
| 6e    | Allemagne  | Jan Eichhorn       | 3 min 26 s 743 |
| 7e    | Allemagne  | Georg Hackl        | 3 min 26 s 919 |
| 8e    | Italie     | Reinhold Rainer    | 3 min 27 s 002 |

### Double
| Place | Nation     | Athlètes                                  | Temps          |
| ----- | ---------- | ----------------------------------------- | -------------- |
| 1er   | Autriche   | Andreas Linger/Wolfgang Linger            | 1 min 34 s 497 |
| 2e    | Allemagne  | André Florschütz/Torsten Wustlich         | 1 min 34 s 807 |
| 3e    | Italie     | Gerhard Plankensteiner/Oswald Haselrieder | 1 min 34 s 930 |
| 4e    | Autriche   | Tobias Schiegl/Markus Schiegl             | 1 min 34 s 951 |
| 5e    | Italie     | Christian Oberstolz/Patrick Gruber        | 1 min 34 s 956 |
| 6e    | Allemagne  | Patric Leitner/Alexander Resch            | 1 min 34 s 960 |
| 7e    | Lettonie   | Andris Sics/Juris Sics                    | 1 min 35 s 114 |
| 8e    | États-Unis | Preston Griffall/Dan Joye                 | 1 min 35 s 410 |

### Simple Femmes
| Place | Nation     | Athlète           | Temps          |
| ----- | ---------- | ----------------- | -------------- |
| 1er   | Allemagne  | Sylke Otto        | 3 min 07 s 979 |
| 2e    | Allemagne  | Silke Kraushaar   | 3 min 08 s 115 |
| 3e    | Allemagne  | Tatjana Hüfner    | 3 min 08 s 460 |
| 4e    | États-Unis | Courtney Zablocki | 3 min 08 s 852 |
| 5e    | Autriche   | Veronika Halder   | 3 min 09 s 087 |
| 6e    | Ukraine    | Liliya Ludan      | 3 min 09 s 275 |
| 7e    | Lettonie   | Anna Orlova       | 3 min 09 s 483 |
| 8e    | Autriche   | Nina Reithmayer   | 3 min 09 s 573 |

## Médailles
| Rang | Nation    | Or | Argent | Bronze | Total |
| ---- | --------- | -- | ------ | ------ | ----- |
| 1er  | Allemagne | 1  | 2      | 1      | 4     |
| 2e   | Italie    | 1  | 0      | 1      | 2     |
| 3e   | Autriche  | 1  | 0      | 0      | 1     |
| 4e   | Russie    | 0  | 1      | 0      | 1     |
| 5e   | Lettonie  | 0  | 0      | 1      | 1     |